# 라시나 트라오레
라시나 트라오레 (Lacina Traoré, 1990년 5월 20일, 아비장 ~)은 반디르마스포르에서 뛰고 있는 코트디부아르의 축구 선수이다.

## 수상
CFR 클루지
- 리가 I: 2009-10
- 루마니아 컵: 2008-09
- 루마니아 슈퍼컵: 2009, 2010